# Tokyo Calling (歌手ユニット)
Tokyo Calling（トーキョーコーリング）は、大阪で結成された男性ヴォーカルユニット。
2004年10月結成、2009年12月活動休止。現在、無所属。

## ユニット名について
ユニット名「Tokyo Calling」の由来は、「東京」と付けることで、アジアや世界に向けて「日本」を表現している（決して2人は東京生まれなどではない）。CALLは「発信する」INGは現在進行形。
そしてこのTokyo Callingを集約すると、“ここ日本から世界に向けて音楽を発信している”という思いが込められている。

## メンバー
- TEPPEI（テッペイ、1981年7月4日、血液型：O型、福岡県生まれ）愛猫家。
立ち位置は向かって左でマイクも左持ち。現在、モデルとして活躍中。
- YU-KI（ユウキ、1981年9月3日、血液型：AB型、北海道生まれ）愛犬家。
立ち位置は向かって右でマイクも右持ち。現在、レコーディングエンジニアとして活躍中。

## 2人の生立ち
TEPPEIとYU-KIは共に3歳の頃、福岡と北海道から親の転勤で大阪に引越してくる。その頃住んでいた互いの家が目と鼻の先だったという。そしてここから2人の縁がはじまる。まず幼稚園で一緒になり、小学校、中学校、高校まで一緒という20年以上の幼なじみ。高校時代は2人とも軽音楽部に所属。
TEPPEIはBUCK-TICKのコピーバンドでボーカルを担当、YU-KIはLUNA SEAのコピーバンドでギターを担当していた。ちなみにこの時のTEPPEIのバンド名は「B-VIRUS」（BUCK-TICKに寄生するウイルスという意味らしい）。YU-KIのバンド名は「満月ポン」（当時YU-KIが好んで食べていた菓子の名前）。この頃のYU-KIは化粧をしてバリバリのビジュアルメイクをしていた。
高校卒業後の進路ではじめて道が分かれ、TEPPEIはデザインの専門学校へ進学。YU-KIは音楽の専門学校へ進学する。この頃から、徐々に連絡をとることも少なくなり、一時は疎遠状態になっていた時期でもある。
TEPPEIは専門学校を卒業後すぐにグラフィックデザイナーとして就職する。そしてYU-KIは「IMPROVE（インプルーブ）」というミクスチャーバンド結成。バンド構成は5人。2ボーカルの１人がYU-KIだった。IMPROVEはインディーズでアルバム1枚、オムニバス1枚をリリースしており、この時のCDジャケットやバンドのロゴマークなどのアートディレクションを務めていたのがTEPPEIである。2人の絡みと言えば、このIMPROVE以外ではこの時期なかった。
そして2004年、やはりずっと燻っていた「音楽の道が諦められない」という理由でTEPPEIは2年間勤めていた会社を退社する。時同じくしてYU-KIは、「音楽性の違い」からバンドを解散してしまう。会社退社後のTEPPEIはというと、ギター片手にオーデョションを受けまくっていた。しかし結果は不合格続き。YU-KIは放浪の旅と称し、生まれ故郷の北海道へ帰郷する。
数か月が経ち何となく、TEPPEIがYU-KIに電話をかけ“もどってきてこっちで一緒にやれへん？”という言葉から、再び大阪にYU-KI を呼び戻す。その際に伊丹空港まで迎えに行ったのが事実上のTokyo Callingきっかけとなった。ここから2人は精力的に動き出す、2004年10月、Tokyo Callingの幕開けとなる。

## 略歴
2004年
- 10月にTokyo Calling正式結成。まず二人の共作処女作品1stシングル「Let's oneself go」を自主レーベル“TCM Records”からリリース。カップリングには知り合いの結婚式のために作られた「ONE the WAY」が収録されている。
- リクルート出版「関西／ケイコとマナブ」　神戸ファッションマートのイベントにてライブ。Tokyo Callingの初ステージとなった。

2005年
- リクルート出版「関西／ケイコとマナブ」アメリカ村・フリマキューブにてライブ。
- Tokyo Callingオフィシャルのホームページを立ち上げる。
- 千葉テレビ「MU-GEN」主催コンテストにて400組から最終8組選出に選ばれる。（テレビ初登場）
- Net's  TOYOTA兵庫のリージョナル「FONTE」のモデルにTokyo Callingが登場。
- 関西テレビ「2時ワクッ!」（メッセンジャー黒田・山本浩之司会）にて生放送ライブ。この放送には少しイレギュラーな方法でTokyo Callingは出演している。まず番組内でオリジナルTシャツを作るというコーナーがありデザインを一般公募していた。それをたまたま家で見ていたTEPPEIが応募したところ、見事作品が選ばれた。当初は採用作品には賞金5万円というきまりだったが、TEPPEIがハガキに「選ばれた際には生で歌わせて」と書いていたことから急遽、賞金の代わりに生放送の番組内で「Let's oneself go」を歌唱。出演中にテロップで「応援メッセージを受け付けます」というディレクターの粋な計らいでホームページのアドレスが流れた。出演後、ホームページのメッセージは500通を超えていたという。Tokyo Callingはそのメール一通一通に返事を書いたという。
- 2ndシングル「Over the Summer」をリリース。カップリングには「eye to eye」を収録。500枚生産のうち100枚にシリアルナンバーがあり、5名だけに非売品Tokyo Callingグッズがプレゼントされた。（ちなみに商品は、Tokyo Callingと刺繍で入った赤と白のエプロン）
- 夏頃から大阪を中心にイベント、ライブハウス、クラブで精力的に活動。

（大阪城公園一帯イベント「オーサカキング」、関西テレビ「はちえもん茶屋　海の家」須磨海水浴場にて野外ライブなど）
- 大阪南港「ATC　音楽祭」第一回目より参加・定期的ライブを行う。年末のカウントダウンライブにも出演。

2006年
- Tokyo Calling専用「TCM studio」を設立。（以降、レコーディングは全てここで行われている。）
- 2月と10月に沖縄で3Daysライブを行う。
- 学園祭・夏祭りで各地を飛び回る。去年に続き、磨海水浴場にて野外ライブにも参加。
- 兵庫県西宮「さくらFM」にてセカンドシングル「Over the Summer」がパワープッシュソングが選ばれる。
- TBS「CDTVオーディション」にて3000組中、最終12組に選出される。
- 秋の学園祭シーズンでは地方の大学を中心にライブを行う。
- この頃からTEPPEIが「阪神版／Lei Wedding」のモデルに出演している。

2007年
- 「music.jp indies」にて着うた配信開始。
- 関西と沖縄を繋ぐ「いちゃりば超DAYS」に参加する。
- 4月、待望の1stアルバム「UNEVENNESS」を発売する。全8曲入り1,500円で発売。この頃からインターネットショッピング「Amazon」での販売を開始。
- アルバム発売を機に、様々なライブハウス、イベントで声がかかるようになる。大阪はもちろん、神戸・横浜・東京と、この年の夏はほぼ毎週のようにイベント出演していた。秋にはチャリティーコンサートや恒例の学園祭など様々な場所での露出が多くなった。

2008年
- S.A.Bカンパニーとマネージメント契約。音楽事業部に所属する。
- 4月、所属後第1弾シングル「LOVE SONG／DISTANCE」の両A面シングルを発売。タイトル曲となっている2曲は、前回のアルバム「UNEVENNESS」からの曲で、今作品からアレンジ・作曲・作詞などで参加している松田純一によるアレンジ。

3曲目「フラLetter」・4曲目「恋のカルテ」は松田純一の曲に合作でTokyo Callingも作詞で参加している。
2009年
5年間の活動に一旦ピリオドを打ち、12月31日で無期限活動休止を発表。
同時に、所属事務所とのマネージメント契約も終了。

## ディスコグラフィ
シングル
- 2004年12月「Let oneself go／ONE the WAY」レーベル-TMC Records（作詞・作曲:Tokyo Calling）
- 2005年8月「Over the Summer／eye to eye」レーベル-TMC Records（作詞・作曲:Tokyo Calling）
- 2008年4月「LOVE SONG／DISTANCE」 レーベル-Naniwac Music

1. LOVE SONG（作詞・作曲:Tokyo Calling／編曲：松田純一）
2. DISTANCE（作詞・作曲:Tokyo Calling／編曲：松田純一）
3. フラLETTER（作詞／Tokyo Calling、松田純一／作曲・編曲：松田純一）
4. 恋のカルテ（作詞／Tokyo Calling、松田純一／作曲・編曲：松田純一）

アルバム
- 2007年4月「UNEVENNESS」レーベル-TMC Records（作詞・作曲:Tokyo Calling） 全8曲入り

1. Let oneself go（1stシングル）
2. Over the Summer（2ndシングル）
3. DISTANCE（3rdシングル）
4. eye to eya（2ndシングルカップリング）
5. Link
6. LOVE SONG（3rdシングル）
7. ONE the WAY
8. freesia